# 移民羅馬尼亞
移民羅馬尼亞是指人們遷徙至羅馬尼亞，並在當地永久定居的過程。儘管羅馬尼亞對外來移民來說並不是一個受歡迎的目的地，但近年來當地的移民人數也不斷上升。該國的移民來源國家主要為摩爾多瓦、土耳其和中華人民共和國，而次要的來源地區則是非洲國家、中東地區以及前蘇聯成員國。2013年，羅馬尼亞共有19萬8839名外來移民，當中1萬3000人為難民，而該國超過一半的外來移民則來自摩爾多瓦。由於羅馬尼亞居民不斷大規模離開該國並以外地移民逐漸取代，因此當地的移民人數於一段時間內仍然會上升。
根據DIICOT組織報導，羅馬尼亞正由一個非法移民中轉站逐步發展成一個非法移民目的地，而該國也是歐洲聯盟內第二多擁有來自非歐盟成員國移民之比率（86%），僅次於斯洛文尼亞（90%）。